# النهيا (شقوبية)
النَّهيَا (وتعني الماء الراقد) هي بلدية تقع في مقاطعة شقوبية وقشتالة وليون بإسبانيا. بلغ عدد سكان البلدية 136 نسمة وفقًا لتعداد عام 2004 (INE). 